# Murph the Surf (film)
Murph the Surf, ook bekend als Live a Little, Steal a Lot, is een Amerikaanse film uit 1975, geregisseerd door Marvin J. Chomsky. Het scenario is gebaseerd op een juwelenroof waarbij de surfer Jack Roland Murphy betrokken was, die de bijnaam "Murph the Surf" had. De hoofdrollen worden vertolkt door Robert Conrad, Don Stroud en Donna Mills.

## Verhaal
De film is gebaseerd op een waargebeurd verhaal en beschrijft de gewaagde diefstal in 1964 van de J.P. Morgan juwelencollectie uit het American Museum of Natural History in New York. In wat "de Grootste Juwelenroof van de 20e Eeuw" genoemd werd gingen de dieven aan de haal met 22 kostbare edelstenen, waaronder de Star of India (een saffier van 563,35 karaat), de DeLong Star Ruby van 100,32 karaat en de Eagle Diamond van 16,25 karaat (die nooit werd teruggevonden). Deze stenen zijn zo beroemd dat ze onmogelijk te verkopen waren.

## Rolverdeling
| Acteur              | Personage        |
| ------------------- | ---------------- |
| Robert Conrad       | Allan Kuhn       |
| Don Stroud          | Jack Murphy      |
| Donna Mills         | Ginny Eaton      |
| Robyn Millan        | Sharon Kagel     |
| Luther Adler        | Max The Eye      |
| Paul Stewart        | Avery            |
| Morgan Paull        | Arnie Holcomb    |
| Ben Frank           | Hopper Magee     |
| Burt Young          | Sgt. Bernasconi  |
| Pepper Martin       | Sgt. Terwilliger |
| Randee Lynne Jensen | Girl at party    |
| Jess Barker         | Museum Guard     |